# Якоби, Владимир Борисович
Владимир Борисович Якоби (1836 — 30 августа [11 сентября] 1884) — русский изобретатель, подполковник, сын академика Бориса Якоби, брат сенатора Н. Б. Якоби.
Получив домашнее воспитание в семействе академика Струве и специальное в Николаевском инженерном училище (1856), Якоби поступил на службу в Кавказский сапёрный батальон, затем служил в инженерном училище, а после был командиром роты Его Высочества великого князя Николая Николаевича Старшего и, наконец, был прикомандирован к техническому гальваническому заведению, по фотографическому отделению.
Якоби состоял членом Императорского русского технического общества по фотографическому и электротехническому отделам. В 1878 году проводил первые в России испытания телефонной связи. В 1881 году изобрёл портативный вибрационный телефонный аппарат, простой в обращении и предназначавшийся для военно-полевой связи — «телекаль». Умер в бедности «от перенапряжения и болезней». Родственники передали техническому обществу ещё одно изобретение Якоби — микромикрофон.